# ستيفن كان (لاعب كرة قدم)
ستيفن كان (بالإنجليزية: Steven Cann)‏ هو لاعب كرة قدم جنوب أفريقي، ولد في 20 يناير 1988 في جنوب أفريقيا. شارك مع منتخب ويلز تحت 17 سنة لكرة القدم. أما مع النوادي، فقد لعب مع ديربي كاونتي ونادي آبريستويث تاون ونادي روذرهام يونايتد.

## وصلات خارجية
- ستيفن كان على موقع قاعدة بيانات كرة القدم.إي يو (الإنجليزية)
- ستيفن كان على موقع Soccerbase.com (لاعب) (الإنجليزية)